# Shoshonius
Shoshonius (названий на честь племені шошонів) — вимерлий рід приматів омоміїдів, що жив в еоцені (~56–34 мільйони років тому). Зразки, ідентифіковані як Shoshonius, були знайдені виключно в центральному Вайомінгу, і рід наразі включає два види, Shoshonius cooperi, описаний Грейнджером у 1910 році, та Shoshonius bowni, описаний Хоні в 1990 році.
Типовим зразком S. cooperi є AMNH 14664, фрагмент правої верхньої щелепи, що зберігає P3-M3. Типовим зразком S. bowni є USGS 2020, фрагмент правої верхньої щелепи, що зберіг M1-3. Виходячи з елементів посткраніального скелета, шошоніус вважається узагальненим, деревним чотириногим з певною спорідненістю до вертикального лазіння та стрибків. Крім того, морфологія зубів свідчить про те, що дієта шошоніуса була переважно комахоїдною.